# ATHENS
Het ATHENS-programma (Advanced Technology Higher Education Network Socrates) is een 1 week durend studentenuitwisselingsprogramma door een netwerk van universiteiten. Het programma vindt plaats in november en maart. Het programma wordt beheerd door ParisTech. Het programma is afgeleid van het programma Semaine Européenne (Europaweek) dat door ParisTech georganiseerd werd van 1992 tot 1999.
Tijdens de week organiseren de universiteiten verschillende activiteiten voor de studenten in hun stad. Hiermee proberen ze de studenten vooral de cultuur op te laten nemen. Vaak gaat het om een stadsreis van vijf dagen over een bepaald onderwerp gegeven door lokale studenten.
Het programma werd in 1996 opgericht en werd oorspronkelijk beheerd door de Europese Unie. In 2001 werd een aparte stichting opgezet voor het beheer. 

## Leden
- Aristoteles-universiteit van Thessaloniki
- Technische Universiteit Boedapest
- TU Delft
- KU Leuven
- IST Lisbon
- UP Madrid
- Politecnico di Milano
- Technische Universiteit München
- Tsjechische Technische Universiteit
- Kungliga Tekniska högskolan
- Technisch-natuurwetenschappelijke Universiteit van Noorwegen
- Technische Universiteit Wenen
- Technische Universiteit Warschau
- Technische Universiteit Istanboel

Deelnemende onderdelen van ParisTech:
- Chimie ParisTech (ENSCP)
- Institut d'Optique Graduate School (IOGS)
- AgroParisTech
- École Nationale des Ponts et Chaussées (ENPC)
- École des ingenieurs de la Ville de Paris (EIVP)
- École Nationale de la Statistique et de l'Administration Économique (ENSAE)
- École Nationale Superieure des Arts et Métiers (ENSAM)
- École Nationale Superieure des Mines de Paris (ENSMP)
- Télécom ParisTech
- École Nationale Superieure des Techniques Avancées (ENSTA)
- École supérieure de physique et de chimie industrielles de la ville de Paris (ESPCI)